# シン・サテライト
シン・サテライト（英語: Shin Satellite、タイ語: ชิน แซทเทลไลท์）は、タイ国元首相タクシン・シナワットが創設したタイ最大の通信会社インタッチ・ホールディングスの子会社で、通信衛星関連事業を行う。通称タイコム（Thaicom）。タイコム1、タイコム2、タイコム5と世界最大のブロードバンド専用衛星アイピースター（iPSTAR）(タイコム4)を用いて、アジア・太平洋地域、欧州・アフリカ等で事業を展開。その他、ラオス、カンボジアで固定携帯電話・通信・映像事業を行うほか、国内で子会社のCSロックスインフォ、DTVサービス社を通じてインターネットや映像関連事業も行う。2008年4月10日にThaicom Public Company Limitedに社名を変更。

## 本社所在地
- ノンタブリー県 ムアンノンタブリー郡 タムボン・バーンクラソー ラタナーティベート通り ムー8 41/103（41/103, หมู่ 8 ถนนรัตนาธิเบศร์ ตำบลบางกระสอ อำเภอเมือง จังหวัดนนทบุรี 11000）

## 子会社
- CSロックス・インフォ社
- DTVサービス社
- ラオ・テレコム社
- カンボジア・シナワトラ社